# Chlanificula
Chlanificula là một chi ốc biển, là động vật thân mềm chân bụng sống ở biển trong họ Buccinidae.

## Các loài
Các loài trong chi Chlanificula gồm có:
- Chlanificula thielei Powell, 1958[2]